# Hajime Shinoda
Hajime Shinoda (japanisch 篠田 一士, Shinoda Hajime; geboren 23. Januar 1927 in Gifu (Präfektur Gifu); gestorben 13. April 1989) war ein japanischer Literaturkritiker und Übersetzer.

## Leben und Wirken
Hajime Shinoda studierte englische Literatur an der Universität Tokio. 1951 schloss er das Studium an der Graduiertenschule im Fach Englisch ab. 1957 wurde er Dozent am Institut für Anglistik der Fakultät für Geisteswissenschaften des „Tokyo Metropolitan College of Commerce“ (東京都立商科短期大学, Tōkyō-toritsu shōka tanki daigaku) und 1973 Professor. Während dieser Zeit gründete er 1927 zusammen mit Maruya Saiichi (1925–2012) und Kanno Akimasa (菅野 昭正; * 1930) die Literaturliebhaber-Zeitschrift  „Chitsuyo“ (秩序) – „Ordnung“ und begann Kritiken zu schreiben. 1959 veröffentlichte er „Kantan nite – gendai Yōroppa bungaku-ron“ (邯鄲にて 現代ヨーロッパ文学論) „In Handan – Zeitgenössische europäische Literatur“ und erregte damit Aufmerksamkeit.
Seitdem hat Shinoda seine kritischen Aktivitäten auf der Grundlage seiner literarischen Kenntnisse und detaillierter Analysen fortgesetzt. Er hatte eine einzigartige Stellung in der japanischen Literaturkritik, wo biografische Kritik des Ich-Romans ein Hauptgebiet war. Vor allem als Kritiker der zeitgenössischen japanischen Poesie war er unerreicht und zeigte das in aller Deutlichkeit in  „Shiteki gengo“ (詩的言語) – „Poetische Sprache“ 1968. Neben der Sprache war auch Musik eins seiner Interessengebiete. Zu seinen wichtigsten Werken gehören
- „Gendai Igirisu bungaku“ (現代イギリス文学) – „Moderne britische Literatur“ 1962,
- „Dentō to bungaku“ (伝統と文学) – „Überlieferung und Literatur“ 1964,
- „Sakuhin ni tsuite“ (作品について) – „Über das Schreiben“ 1971,
- „Nihon no kindai shōsetsu“ (日本の近代小説) – „Japanischer moderner Roman“ 1973, Fortsetzung 1975,
- „Ongaku no aima ni“ (音楽の合間に) – „Innerhalb der Musik“ 1978,
- „Nihon no gendai shōsetsu“ (日本の現代小説) – „Japanischer Gegenwartsroman“ 1980,
- „Yoshida Ken’ichi ron“(吉田健一論) – „Zu Yoshida Ken’ichi“ 1981,
- „Nonfikushon no gengo“ (ノンフィクションの言語) – „Die Sprache der Sachliteratur“ 1985,
- „Nijusseiki no jū daishōsetsu“ (二十世紀の十大小説) – „Zehn große Romane des 20. Jahrhunderts“ 1988,

1980 wurde Shinoda mit dem 22. Mainichi-Kunstpreis für „Japanischer Gegenwartsroman“ ausgezeichnet.